# Bragino (Kraj Permski)
Bragino (ros. Брагино) – wieś (dieriewnia) w Rosji, w Kraju Permskim, w rejonie krasnokamskim. W 2010 liczyła 210 mieszkańców.